# Paradise Cay (Californie)
Paradise Cay (en anglais : Town of Paradise Cay) est une communauté non incorporée américaine qui se trouve dans le comté de Marin, en Californie, au nord de la baie de San Francisco. Elle tire son nom de la péninsule de Tiburon, au sud de laquelle elle est située. C'est l'une des localités très touristiques du nord de la baie, avec Sausalito.

## Culture
La ville accueille chaque année le Festival international du film de Paradise Cay.

## Personnalités liées à Tiburon
- Robin Williams y meurt dans son appartement le 11 août 2014.